# Carlos Palomino
Carlos Palomino (San Luis Río Colorado, 10 agosto 1949) è un ex pugile e attore messicano naturalizzato statunitense, Campione del mondo WBC dei pesi welter dal 1976 al 1979, con lo status di campione lineare.

## Biografia

### Carriera dilettantistica
Palomino si trasferì dal Messico in California a dieci anni. Si arruolò nell'esercito degli Stati Uniti e, per evitare di combattere in Vietnam, si avvicinò alla boxe. Fu campione militare dei pesi superleggeri nel 1971 e nel 1972.

### Carriera professionistica
Professionista nei pesi welter dal settembre 1972, ha combattuto i primi 22 match in California con 18 vittorie, tre pari e una sola sconfitta ai punti. Strappò un pari a Hedgemon Lewis, tre volte sfidante al titolo mondiale dei welter e, per un breve periodo, campione del mondo per la Commissione Atletica dello Stato di New York.
Il 22 giugno 1976, nella sua prima trasferta fuori dagli Stati Uniti, volò a Londra per sfidare il campione del mondo WBC John H. Stracey alla Wembley Arena. Sconfisse il suo avversario per knock-out tecnico al 12º round e conquistò la cintura mondiale lineare dei pesi welter.
Difese il titolo per ben otto volte in tre anni. Il 21 gennaio 1977 sconfisse per knock-out tecnico al 15º round Armando Muñíz in un tiratissimo match. Al momento dell'interruzione i cartellini dei tre giudici erano in perfetta parità. Nel 1996 il match è stato inserito al 100º posto nella lista compilata dalla rivista Ring Magazine dei 100 più grandi combattimenti di tutti i tempi con titolo in palio.
Un altro suo ostico avversario fu il brasiliano Everaldo Costa Azevedo, già sfidante di Bruno Arcari al mondiale WBC dei superleggeri. Il 13 settembre 1977, a Los Angeles, Palomino riuscì a mantenere il titolo con verdetto unanime ed ampio margine di punti  anche se i commentatori Chico Vejar e Gil Clancy dichiararono di non aver visto Palomino vincere un round prima dell'11º e, pertanto, di non condividere l'opinione dei giudici. Il 17 maggio 1978 si aggiudicò anche la rivincita con Armando Muñíz, ai punti con verdetto unanime.
Perse il titolo il 14 gennaio 1979, quando subì la seconda sconfitta in carriera ai punti in 15 round dal ventenne imbattuto portoricano Wilfred Benítez, campione mondiale uscente dei superleggeri, sul ring di San Juan. Il verdetto non fu unanime perché un giudice aveva visto vincitore Palomino. Non vi fu mai rivincita perché Benitez preferì prima vendicarsi di Harold Weston, l'unico che era riuscito a strappargli un pari nella sua breve carriera.
Cinque mesi dopo, Palomino fu invece dirottato a saggiare le velleità del dominatore della categoria dei pesi leggeri Roberto Durán, al suo primo incontro nella categoria superiore. Al Madison Square Garden di New York, il panamense lo batté con largo margine di punti in dieci riprese. Palomino capì che la categoria dei welter stava diventando troppo affollata di campioni e si ritirò una prima volta dal pugilato, a trent'anni.
Risalì sul ring nel 1997, a quarantasette anni e dopo oltre diciassette dal suo primo ritiro, nella medesima categoria dei pesi welter. Combatté altri cinque match, vincendone quattro prima del limite e perdendo soltanto l'ultimo ai punti, per poi ritirarsi definitivamente dal ring, senza aver mai perso prima del limite.
Nel 2004 la International Boxing Hall of Fame lo ha ammesso fra i più grandi pugili di ogni tempo.

### Carriera di attore
Carlos Palomino ha esordito sul piccolo schermo nel 1978, mentre era ancora il campione dei pesi welter WBC, apparendo nella parte di se stesso nel secondo episodio della stagione di apertura ("One-Punch Banta") della sitcom Taxi.
Ritiratosi una prima volta dal ring, fu scelto nel 1980 come portavoce di una campagna commerciale televisiva della birra Miller con altri noti atleti. Come conseguenza della piacevole esperienza ed esposizione mediatica decise di lanciarsi nella carriera di attore. Ha partecipato a numerosi film e serie televisive. Tra esse, si segnala l'episodio Il combattimento della serie Star Trek: Voyager.